# Great Plains Coca-Cola Bottling Company
La Great Plains Coca-Cola Bottling Company est un embouteilleur de boissons gazeuses Coca-Cola, situé à Oklahoma City, dans l'Oklahoma aux États-Unis . L'entreprise familiale fondée en 1922 a été détenue entre 2011 et 2017 par la Coca-Cola Company. Depuis 2017, c'est une filiale de la société mexicaine Arca Continental.

## L'histoire
Les racines de l'entreprise remonte à 1903 avec la fondation de l’Oklahoma City Coca-Cola Bottling Coompany
La Great Plains Coca-Cola Bottling Company a été créé en 1922 par Virgil Browne en achetant l’Oklahoma City Coca-Cola Bottling Coompany.
Le 29 juillet 1988, Great Plains Coca-Cola achète la société Oklahoma Beverage Co. basée à Bartlesville qui comprend des usines à Tulsa, Bartlesville, Ponca City et Okmulgee.
Le 26 juin 1998, la société paronyme Great Plains Bottlers & Canners basée à North Platte, fondée en 1900, est achetée par la Coca-Cola Company of Mid-America.
Le 20 mars 2007, l'entreprise annonce un contrat avec MasterCard et USA Technologies (en) pour mettre en place un système de paiement sans contact sur ses distributeurs de boissons.
Le 5 juin 2009, l'entreprise dévient un sponsor de l'équipe NBA du Thunder d'Oklahoma City.
Le 27 octobre 2011, la Coca-Cola Company achète la Great Plains Coca-Cola Bottling Company pour à 360 millions d'USD,. L'achat de Great Plains Coca-Cola Bottling Company concerne le 5e embouteilleur des États-Unis avec des territoires en Oklahoma et en Arkansas. Les neuf usines de la société ont été intégrées à Coca-Cola Refreshments.
Le 29 août 2017,  la Coca-Cola Company vend pour 215 millions d'USD la Great Plains Coca-Cola Bottling Company à la société mexicaine Arca Continental.